# Tea Gajosowna Dongusaschwili
Tea Gajosowna Dongusaschwili (russisch Теа Гайозовна Донгузашвили; * 4. Januar 1976 in Tiflis) ist eine russische Judoka. Sie gewann 2004 eine olympische Bronzemedaille im Schwergewicht, der Gewichtsklasse über 78 kg.

## Karriere
Tea Dongusaschwili belegte 1994 den dritten Platz bei den russischen Meisterschaften in der Offenen Klasse, auch in den nächsten Jahren gewann sie regelmäßig Medaillen bei den russischen Meisterschaften, 1999 wurde sie in der Offenen Klasse erstmals russische Meisterin. Im gleichen Jahr gewann sie die Silbermedaille bei der Universiade in Palma de Mallorca. Im Jahr 2000 gewann Dongusaschwili in Budapest ihr erstes Weltcup-Turnier, bei den Europameisterschaften 2000 erkämpfte sie die Bronzemedaille in der Offenen Klasse. 2001 gewann sie bei den Europameisterschaften in Paris die Silbermedaille im Schwergewicht hinter der deutschen Katja Gerber. Im gleichen Jahr erhielt sie die Bronzemedaille bei der Universiade in Peking und gewann bei den Militärweltmeisterschaften. 2002 gewann sie bei den Europameisterschaften in der Offenen Klasse Silber hinter Katja Gerber. 2003 erreichte sie im Schwergewicht das Europameisterschaftsfinale und unterlag der Britin Karina Bryant. Bei den Judo-Weltmeisterschaften 2003 unterlag Dongusaschwili frühzeitig gegen die Kubanerin Daima Beltrán, kämpfte sich aber über die zweite Chance bis zur Bronzemedaille durch. Höhepunkt der Saison 2004 waren die Olympischen Spiele in Athen. Dongusaschwili erreichte mit drei Ippon-Siegen das Halbfinale, unterlag dort aber gegen die Japanerin Maki Tsukada, im Kampf um Bronze besiegte sie die Tunesierin Insaf Yahyaoui.
2005 erreichte Dongusaschwili im Schwergewicht wieder das Europameisterschaftsfinale und unterlag dort Karina Bryant. Die Europameisterschaften in der offenen Klasse wurden im Dezember 2005 in einem eigenen Turnier in Moskau ausgetragen, Dongusaschwili gewann ihre fünfte Silbermedaille nach einer Finalniederlage gegen die Französin Anne-Sophie Mondière. Im März und April siegte Dongusaschwili bei drei Weltcup-Turnieren, belegte aber bei den Europameisterschaften im Schwergewicht nur den fünften Platz. Ende 2006 gewann sie dann den Europameistertitel in der Offenen Klasse. Bei den Europameisterschaften im April 2007 erkämpfte sie die Bronzemedaille im Schwergewicht. Ein Jahr später erreichte sie bei den Europameisterschaften in Lissabon wieder das Finale und unterlag dort gegen Anne-Sophie Mondière. Bei den Olympischen Spielen 2008 gewann sie nur einen Kampf und unterlag zweimal, letztlich belegte sie den neunten Platz. Nachdem sie 2009 mit der russischen Mannschaft den Mannschaftstitel bei den Europameisterschaften gewonnen hatte, erreichte sie bei den Europameisterschaften 2010 im Schwergewicht ihr achtes Europameisterschaftsfinale, nach der Finalniederlage gegen die Slowenin Lucija Polavder erhielt sie ihre siebte Silbermedaille. Bei den Weltmeisterschaften 2010 gewann sie die Bronzemedaille in der Offenen Klasse. Auch bei den Europameisterschaften 2011 erkämpfte sie Bronze, hier wieder im Schwergewicht. Ende 2011 gewann sie die Silbermedaille bei den Weltmeisterschaften in der Offenen Klasse nach einer Niederlage gegen die Chinesin Tong Wen. 2012 gewann sie noch einmal den Mannschaftstitel bei den Europameisterschaften, bei den Olympischen Spielen startete aber die Einzeleuropameisterin Jelena Iwaschtschenko.